# ابرینگن
ابرینگن (به آلمانی: Ebringen) یک شهر در آلمان است که در برایگاو-هخشوارتسوالد واقع شده‌است. ابرینگن ۲٬۷۳۸ نفر جمعیت دارد.